# Сонячний листопад (телесеріал)
«Сонячний листопад» (рос. Солнечный ноябрь) — російськомовний телесеріал 2019 року знятий в Україні. Телесеріал створено кінокомпанією «Українська продакшн студія» на замовлення ТРК «Україна». Телесеріал є українською адаптацією південнокорейського формату «Осінь у моєму серці». Режисером виступив Олександр Ітигілов.
Прем'єра телесеріалу в Україні відбулася 4 березня 2019 року на телеканалі ТРК Україна. Прем'єра в Росії очікується в 2020 році.

## Сюжет
Головні події розгортаються у родині Володимира та Людмили Петровських, де панують любов і взаєморозуміння. Діти навчаються у гімназії, заснованій їх дідом. Батько — голова піклувальної ради. Син Кирило — найкращий учень гімназії: він добре малює, популярний серед однолітків, особливо — серед дівчат. А його сестра Ніна, також старанна учениця, добра, мила, але не хапає зірок з неба. Хоча саме вона перетворюється з невпевненої в собі, пасивної дівчинки на сильну особистість. Саме у її житті стається кохання, хвороба.
Одного разу під час сварки її побили Лариса з братом Миколою. Ніна потрапляє до лікарні — їй потрібна кров. Виявляється, що єдиний, чия кров підійшла, став Микола, а не брат та батьки. А Лариса — копія бабусі Кирила та Ніни. Після цього все змінюється кардинально…
В подальшому, Ніна, допомагаючи іншим, стає важливою не лише для рідних, але й друзів.

## У ролях
- Ірина Гришак — Ніна (головна роль)
- Кирило Дицевич — Кирило (головна роль)
- Анна Гуляєва — Лариса
- Ірина Мельник — Людмила Петровська
- Сергій Фролов — Володимир Іванович Петровський, професор
- Олена Хохлаткіна — Наталія, мати Миколи та Лариси
- Данило Мірешкін — Микола
- Дмитро Белякін — Мітя
- Марина Митрофанова — Оксана
- Сергій Дзялік — Олексій
- Оксана Архангельська — Рената
- Олена Яблочна — Валентина
- Федір Гуринець — Вася
- Максим Далекорей — однокласник Ніни (немає в титрах)
- Анастасія Гіренкова — п'яниця
- Данило Шевченко — епізод
- Ірина Бардакова — Ганна, лікар
- Олексій Череватенко — Геннадій
- Анастасія Чепелюк — Маша
- Поліна Носихіна — Соня
- Катерина Вишнева — Марина
- Ольга Герман — Таня
- Віктор Сарайкін — епізод
- Інна Мірошниченко — епізод
- Дар'я Трегубова — епізод
- Дарина Лобода — епізод
- Сергій Сипливий — епізод
- Олексій Нагрудний — епізод
- Ксенія Вертинська — епізод
- Мирослав Павличенко — епізод
- Арсен Босенко — епізод
- Ганна Васильєва — епізод
- Максим Даньшин — епізод
- Олександр Красько — епізод
- Андрій Мостренко — епізод
- Павло Алдошин — епізод
- Михайло Шамігулов — епізод
- Сергій Детюк — епізод
- Андрій Євсеєнко — епізод
- Анна Сирбу — епізод
- Анатолій Ященко — епізод
- Марія Заниборщ — епізод
- Тетяна Башкатова — епізод
- Анастасія Мокрецова — епізод
- Діана Дика — епізод
- Євген Єфремов — епізод
- Борис Георгієвський — епізод
- Євген Олійник — епізод
- Андрій Клименко — епізод
- Євген Шекера — епізод
- Ігор Рода — епізод
- Андрій Титов — епізод
- Єгор Козлов — епізод
- Олесь Каціон — епізод
- Костянтин Корецький — епізод
- Сергій Булін — епізод
- Петро Бойко — епізод
- Сергій Воляновський — епізод
- Тамара Морозова — епізод
- Олександр Крючков — епізод
- Вадим Кононов — епізод
- Валентин Кисельков — епізод
- Олександра Польгуй — епізод
- Олексій Поліщук — епізод
- Іванна Бжезінська — епізод
- Дарина Рибак — епізод
- Поліна Василіна — епізод
- В'ячеслав Соломка — епізод
- Олександр Ярема -епізод
- Сергій Петько — епізод
- Дмитро Палєєв-Барманський — епізод
- Ірина Бондаренко — епізод
- Олексій Цуркан — епізод
- Марта Логачова — епізод
- Ірина Рождественська — епізод
- Єгор Пчолкін -епізод
- Христина Кисельова — епізод
- Володимир Гончаренко — епізод
- Володимир Абазопуло — офіціант (немає в титрах)

## Знімальна група
- Режисер-постановник — Олександр Ітигілов.
- Оператор-постановник — Андрій Поливаний-Бухтіяров.
- Продюсери — Євген Лященко, Вікторія Корогод, Наталія Стрибук, Ірина Заря, Ірина Чемерис.

## Зйомки
Телесеріал знімався за південнокорейським форматом «Осінь у моєму серці» в Києві та Київській області.